# St. Anna (Eichelsdorf)

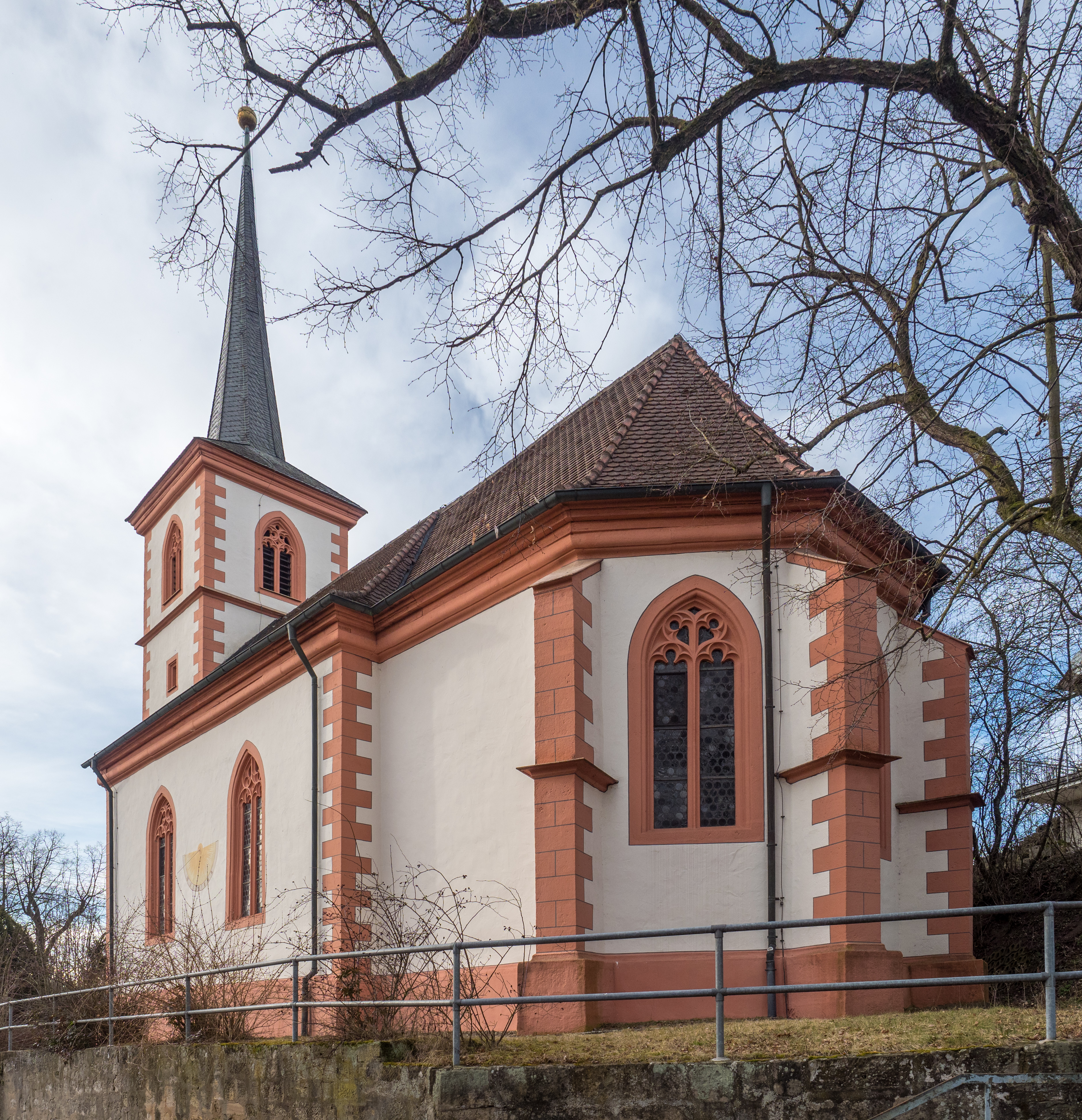
St. Anna (Eichelsdorf)

Die Evangelische Kirche St. Anna ist ein denkmalgeschütztes Kirchengebäude, das in Eichelsdorf steht, einem Gemeindeteil der Stadt Hofheim in Unterfranken im unterfränkischen Landkreis Haßberge (Bayern). Die Herren von Münster veranlassten 1608 den Neubau einer Kirche, die Grablege für die Adelsfamilien des Eichelsdorfer Schlosses wurde. Die Kirchengemeinde gehört zum Evangelisch-Lutherischen Dekanat Rügheim im Kirchenkreis Bayreuth der Evangelisch-Lutherischen Kirche in Bayern.

## Beschreibung
Die Saalkirche wurde 1608 unter Einbeziehung älterer Bauteile errichtet. Sie hat einen eingezogenen, dreiseitig geschlossenen Chor im Osten, dessen Wände von Strebepfeilern gestützt werden, und den quadratischen Kirchturm im Westen des Langhauses, der mit einem achtseitigen, schiefergedeckten, spitzen Helm bedeckt ist. In seinem Glockenstuhl hängen drei Kirchenglocken. Sowohl die Wände des Langhauses als auch die des Chorschlusses haben Maßwerkfenster. Der Innenraum des Chors ist mit einem Tonnengewölbe überspannt. Im Mittelpunkt steht der 1720 entstandene Altar mit dem großen Kruzifix. Auf dem Schalldeckel über der steinernen Kanzel ist die Taube dargestellt. Die Orgel wurde 1921 von G. F. Steinmeyer & Co. gebaut.